# Zvonice (Vrbno pod Pradědem)
Dřevěná zvonice se nachází ve Vrbně pod Pradědem v okrese Bruntál. V roce 2016 byla prohlášená kulturní památkou ČR.

## Historie
Zvonice byla postavena původně vedle evangelické fary v roce 1921 (jiný údaj uvádí 1937). Zvonice se nachází na soukromém pozemku mezi panelovou zástavbou a je nepřístupná.

## Zvonice
Stupňovitě hranolová deštěná zvonice na nízké zděné podezdívce, se zvonovým patrem. Zvonové patro otevřené lomenými okny se zvonem pravděpodobně z roku 1937. Zvonice je ukončena jehlancovou střechou na jejímž vrcholu je osazen kříž. Střecha je krytá kombinací eternitu a plechu.